# Arthuis
Arthuis (gallese: Arthwys; latino: Artorius; inglese: Arthur; 455 circa) fu sovrano, nel tardo V secolo, del Pennines, regno dell'Inghilterra altomedievale.
Era figlio di re Mor. Fu probabilmente contemporaneo di re Artù ed è probabile che molte storie e leggende riferite a quest'ultimo siano invece da riferirsi a questo sovrano del nord. Avrebbe combattuto contro i pitti. Alla sua morte gli successe il figlio Pabo Post Prydein.